# تعالی‌گرایی
مکتب تَعالی‌گرایی (عاطفه گرایی، ترافرازندگی، استعلاءگرایی و ترانسَندِنتالیسم نیز نامیده شده)(انگلیسی :Transcendentalism) رویکردهایی در هنر، فلسفه و مذهب است که در اعتراض به وضعیت رایج فرهنگ و جامعهٔ آمریکا در آغاز قرن نوزدهم شکل گرفت. این مکتب بر باور به وجود یک روح آرمانی جهان‌شمول استوار است. در باور تعالی‌گرایانه این وضعیت روحانی به وضعیت تجربی جهان تعالی می‌بخشد که تنها با شهود فردی قابل ادراک است و نه با روش مذاهب سنتی.
این مکتب مبتنی براعتقادِ به وحدتِ ذاتیِ تمام خلقت، نیکیِ نهاد انسان، و برتری بینش بر منطق و تجربهٔ مکاشفه عمیق‌ترین حقایق است.

## تاریخچه
تعالی‌گرایی آمریکا با انتشار جزوه طبیعت (Nature) رالف والدو امرسون شاعر و مقاله‌نویس آمریکایی در سال ۱۸۳۶ به عنوان یک جریان فرهنگی عمده پدیدار شد. مقاله «خردمند آمریکایی» (American Scholar) امرسون به عنوان «بیانیهٔ روشنفکرانه آزادی آمریکا» شناخته شد. امرسون این مقاله را با دعوت به انقلاب در آگاهی انسانها پایان داده‌است، آگاهی به پدید آمدن یک فلسفهٔ آرمان‌گرایانه جدید.

## رویکرد ادبی
امرسون در مقالهٔ «شاعر» می‌نویسد: «هر کجا که برف می‌بارد، آب جاری می‌شود، یا پرنده‌ها پرواز می‌کنند، هرکجا که شب و روز همدیگر را در شفق ملاقات می‌کنند، …، هر آنجا که خطر و وحشت و عشق وجود دارد؛ آنجا زیبایی هست به فراوانی باران، جاری شده برای تو.» در ادامهٔ این مقاله، امرسون نیاز آمریکا را به داشتن شاعر جدید و خاص خودش عنوان می‌کند که وظیفهٔ سرودن این کشور جدید را دارد: «بده بستان‌های ما، کوتوله‌های ما و سیاست‌های شان، ماهی‌گیری ما، سیاه‌های ما، سرخ‌پوست‌های ما، …، تجارت شمال، کشت و کار جنوب، بانکداری غرب، اورگون و تگزاس، هنوز ناسروده باقی‌مانده‌اند.» مقاله «شاعر» امرسون نقش اساسی در پیدایش نخستین دفتر شعر والت ویتمن با عنوان برگ‌های علف (Leaves of Grass) داشت. با این حال شعر ویتمن آمیزه‌ای است از تعالی‌گرایی و واقع‌گرایی.